# Egidijus Sinkevičius
Egidijus Sinkevičius (* 30. April 1956 in Jonava, Litauische SSR) ist ein litauischer liberaler Politiker, Bürgermeister  (2000–2003) und Vizebürgermeister (ab 1990) der Rajongemeinde Jonava.

## Leben
1979 absolvierte Sinkevičius das Diplomstudium der Wirtschaftswissenschaften an der Fakultät für Wirtschaftswissenschaften der Universität Vilnius in Vilnius.
Ab 1990 war er stellvertretender Bürgermeister für Wirtschaft. Von 2000 bis 2015 war er Mitglied im Rat der Rajongemeinde Jonava, von 2000 bis 2003 war er Bürgermeister von Jonava. Ab 2003 arbeitete er als Geschäftsführer der Filiale Jonava von AB „Ūkio bankas“ und als Lehrer der Mittelschule Jeronimas Ralys in Jonava. Ab 2005 war Direktor UAB „Sūručio sanatorija“, dann Inhaber vom Unternehmen E. Sinkevičius, stellvertretender Direktor für Wirtschaft im Energieunternehmen AB „Jonavos šilumos tinklai“.
Ab 1995 war Sinkevičius Mitglied von Lietuvos centro sąjunga und von 2002 bis 2012 der Liberalų ir centro sąjunga.
Von 1999 bis 2000 war er Präsident von FC Lietava.
Er nimmt bei den Kommunalwahlen in Litauen 2019  teil. 2018 war er Mitgründer von Wahlcommittee Visuomeninis rinkimų komitetas "Su Sinkevičiumi ir Osausku" und wurde davon als Kandidat zum Bürgermeister der Rajongemeinde Jonava vorgeschlagen.

## Familie
Sinkevičius ist geschieden und hat die Töchtern Akvilė und Monika.